# Ernesto Valverde
Ernesto Valverde Tejedor (Viandar de la Vera, Cáceres, 9 februarie, din 1964), cunoscut sub numele de Txingurri (furnica în bască), este un fost fotbalist și fost antrenor de fotbal spaniol al clubului FC Barcelona.